# Cratere Bigbee
Bigbee  è un cratere sulla superficie di Marte.